# Droit pénal spécial en France
Le droit pénal spécial est l'étude de l'ensemble des infractions, de leurs éléments constitutifs et des peines applicables pour chacune. En France, les infractions sont prévues par le Code pénal et des lois et décrets non codifiés, et leur définition doit respecter le principe de légalité des délits et des peines prévu par l'article 8 de la Déclaration des droits de l'homme et du citoyen. Le Code pénal établit une distinction des infractions selon leur objet et les sanctions encourues. Les peines prévues sont indicatives et leur détermination est laissée à la libre appréciation des magistrats du siège. Certaines circonstances sont susceptibles d'aggraver ces peines.

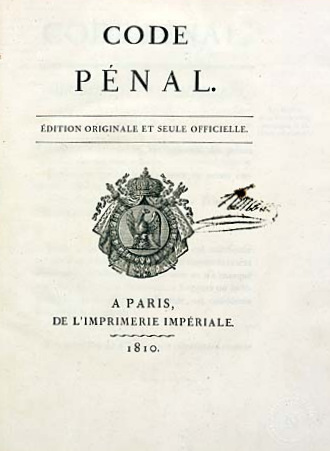
Première page du Code pénal de 1810

En matière pénale, les textes de loi français contiennent plus de 5000  crimes, délits ou contraventions.

## Crimes et délits contre les personnes[2]
Les crimes et délits contre les personnes sont prévus au livre II du Code pénal.

### Génocide et crime contre l'humanité et contre l'espèce humaine

#### Génocide et crime contre l'humanité
Le génocide est le fait, en exécution d'un plan concerté, de commettre ou de tenter de commettre des atteintes à la vie et à la dignité de personnes appartenant à un groupe de personnes déterminées. Ces atteintes consistent en l'un des actes énumérés par le Code pénal, à savoir une atteinte volontaire à la vie, une atteinte grave à l'intégrité physique ou psychique, une soumission à des conditions d'existence de nature à entraîner la destruction totale ou partielle du groupe, des mesures visant à entraver les naissances ou un transfert forcé d'enfants. Le crime de génocide doit être commis à l'encontre d'un groupe de personnes déterminées selon un critère, qu'il soit national, ethnique, racial, religieux ou autre.
Est également incriminée la provocation publique et directe à commettre un génocide : celle-ci est punie de la réclusion criminelle à perpétuité si elle a été suivie d'effets, et de 7 ans d'emprisonnement et 100.000 euros d'amende à défaut.
Les autres crimes contre l'humanité désignent des atteintes à la vie et à la dignité de la personne commises en exécution d'un plan concerté dans le cadre d'une attaque généralisée ou systématique, à l'encontre d'un groupe de personnes civiles, en temps de guerre ou non. Le Code pénal prévoit 11 actes susceptibles de caractériser le crime : l'homicide volontaire ; l'extermination ; la réduction en esclavage ; la déportation ou le transfert forcé de population ; la privation de liberté en violation des droits fondamentaux ; la torture ; le viol, la prostitution forcée, la grossesse forcée, la stérilisation forcée ou toute violence sexuelle comparable ; la persécution d'un groupe ou collectivité raciale, politique, nationale, ethnique, culturelle, religieuse ou sexiste, ou défini selon tout critère considéré comme inacceptable ; la disparition forcée ; la ségrégation raciale ; et tout autre acte inhumain analogue.
Ces crimes sont également réprimés lorsqu'ils sont commis en temps de guerre, contre ceux qui combattent le régime idéologique qui les perpétue.
La commission de l'ensemble de ces crimes, comme leur tentative et leur planification, est passible de la réclusion criminelle à perpétuité assortie d'une période de sûreté d'une durée de principe de 18 ans, pouvant être portée à 22 ans par décision spéciale de la Cour d'assises, ainsi que d'une série de peines complémentaires.
Le complice de ces crimes encourt les mêmes peines que leurs auteurs, le Code pénal incriminant notamment les supérieurs hiérarchiques, militaires ou non, des personnes commettant les crimes, dès lors qu'ils en avaient connaissance ou ne pouvaient l'ignorer.
L'action publique pour l'ensemble des crimes contre l'humanité, ainsi que leur peine, est imprescriptible.

#### Crimes contre l'espèce humaine
Les crimes contre l'espèce humaine sont issus de la seconde loi bioéthique du 7 août 2004, et visent certaines atteintes volontaires au principe de sauvegarde de la dignité de la personne. L'eugénisme est une pratique visant à la sélection des personnes à naître, et le clonage (reproductif) est le fait de procéder à une intervention ayant pour but de faire naître un enfant génétiquement identique à une autre personne vivante ou décédée. Ces deux pratiques, ou leurs tentatives, sont des crimes passibles de 30 ans de réclusion criminelle et de 7,5 millions d'euros d'amende, voire de la réclusion criminelle à perpétuité assortie d'une peine de sûreté lorsqu'ils sont commis en bande organisée.

### Atteintes à la personne

#### Atteintes à la vie
Le Code pénal distingue les atteintes à la vie selon l'élément moral de l'infraction, et réprime distinctement les atteintes volontaires et les atteintes involontaires à la vie. La mort de la victime permet de distinguer les atteintes à la vie des atteintes à l'intégrité de la personne.

##### Atteintes volontaires à la vie
Le meurtre est le fait de donner volontairement la mort à autrui, et constitue un crime passible de 30 ans de réclusion criminelle. Il existe de nombreuses circonstances aggravantes, tenant aux circonstances du crime, à la qualité des victimes et à la motivation de l'auteur, et qui portent la peine encourue à la réclusion criminelle à perpétuité assortie d'une période de sûreté.
L'assassinat est le meurtre commis avec préméditation et constitue un crime passible de la réclusion criminelle à perpétuité assortie d'une période de sûreté maximale de 22 ans en principe. Toutefois, si l'assassinat a été commis sur mineur de 15 ans et accompagnait des viols ou tortures, ou qu'il a été commis en bande organisée sur un dépositaire de l'autorité publique à l'occasion de l'exercice de ses fonctions ou en raison de celles-ci, la Cour d'assises pourra décider d'une période de sûreté de 30 ans, soit, si la réclusion à perpétuité est prononcée, d'une période de sûreté incompressible.
Enfin, l'empoisonnement est le fait d'attenter à la vie d'autrui par l'emploi ou l'administration de substances létales. Ce crime, passible de trente ans de réclusion criminelle, est soumis aux mêmes circonstances aggravantes que le meurtre.
La loi incrimine également le mandat criminel, qui consiste en le fait de faire toute offre, promesse ou don à une personne afin qu'elle commette un assassinat ou un empoisonnement, si celui-ci n'est en définitive pas commis. Si l'infraction est commise, alors le mandant encourt, en tant que complice, les mêmes peines que l'auteur principal des faits.

##### Atteintes involontaires à la vie
L'homicide involontaire est le fait de donner involontairement la mort à autrui, et suppose la commission d'une faute particulière. Il peut s'agir d'une maladresse, d'une imprudence, d'une inattention, d'une négligence ou d'un manquement à une obligation législative ou réglementaire de sécurité ou de prudence. L'auteur de ce délit est passible de trois ans d'emprisonnement et de 45 000 euros d'amende. Les peines sont aggravées en cas de manquement délibéré à une obligation particulière de prudence ou de sécurité, ou lorsque l'auteur du délit est conducteur de véhicule terrestre ou propriétaire ou détenteur d'un chien ayant causé la mort. Ces deux dernières circonstances se déclinent également en circonstances aggravantes, telles par exemple que l'état d'ivresse, pouvant porter la peine jusqu'à un maximum de 10 ans d'emprisonnement et de 150 000 € d'amende.

#### Disparitions forcées
Constituent des disparitions forcées l'arrestation, la détention, l'enlèvement ou la privation de liberté d'un individu le soustrayant à la protection de la loi par des personnes, agents de l’État ou agissant en son nom ou avec son accord, dès lors que ces actes ont conduit à la disparition de la victime et du déni de sa détention ou de la dissimulation de son sort.
Cette infraction est punie de la réclusion criminelle à perpétuité, accompagnée d'une période de sûreté pouvant être portée jusqu'à 22 ans, ainsi que d'une série de peines complémentaires.
L'action publique pour cette infraction se prescrit par 30 ans, de même que les peines prononcées.

#### Atteintes à l'intégrité physique ou psychique de la personne
- Atteintes volontaires : 
  - La torture et les actes de barbarie (peine : 15 ans, portée à la perpétuité en présence d'un autre crime[28] ou de circonstances aggravantes[29])[30] ;
  - Les violences[31] sont punies d'une peine allant d'une peine délictuelle ou criminelle allant de 3 ans d'emprisonnement et 45 000 € d'amende à 20 ans de réclusion criminelle, selon la gravité des blessures causées (allant de l'absence d'incapacité totale de travail à la mort de la victime) et les circonstances aggravantes retenues, tenant notamment à la personne de la victime et au lien qui l'unit à l'auteur (mineur, ascendant, descendant, conjoint, motif racial ou religieux...). Si l'incapacité est inférieure à 8 jours, et en l'absence de circonstances aggravantes, la peine encourue est celle d'une contravention de 5ème classe[32]. Sont également visées par des articles séparées les violences habituelles sur mineur de 15 ans ou personne vulnérable[33] et les violences par embuscade sur des personnes dépositaires de l'autorité publique ou des sapeurs-pompiers[34] (l'embuscade elle-même, non suivie de violences, est également incriminée séparément[35]) ;
  - Les manœuvres dolosives visant à faire quitter à une personne le territoire français, dans l'objectif de la soumettre à un mariage forcé à l'étranger[36](peine : 3 ans d'emprisonnement et 45 000 € d'amende ;
  - L'administration de substances nuisibles ayant porté atteinte à l'intégrité physique ou psychique de la victime [37] (peines selon la gravité de la même façon que pour les violences ;
  - Les appels téléphoniques ou messages malveillants réitérés et les agressions sonores visant à troubler la tranquillité d'autrui[38] (peine : 1 an d'emprisonnement et 15 000 € d'amende ;
  - Les menaces, de commettre un crime ou un délit dont la tentative est punissable, lorsqu'elles sont réitérées ou matérialisées[39] (peine : 6 mois d'emprisonnement et 7 500 € d'amende, 3 ans et 45 000 € en cas de menaces de mort), ou de commettre tout délit contre les personnes, lorsqu'elles sont assorties de l'ordre de remplir une condition[40] (peine : 3 ans d'emprisonnement et 45 000 € d'amende, 5 ans et 75 000 € en cas de menace de mort). Les peines en sont portées jusqu'à 7 ans d'emprisonnement et 100 000 € d'amende lorsque commises sur un conjoint ou concubin[41].

- Atteintes involontaires : violences involontaires (peine : variable en fonction des conséquences pour la victime).
- Agressions sexuelles : viol (peine : 15 ans), agressions sexuelles (peine : 5 ans et 75 000 €), exhibition sexuelle et harcèlement sexuel (peine : 1 an et 15 000 € pour l'exhibition sexuelle et 2 ans et 30 000 € pour le harcèlement sexuel).
- Trafic de stupéfiants (peine : Prison à perpétuité et 7 500 000 €)

#### Mise en danger de la personne
- Mise en danger de la vie d'autrui: c'est le fait d'exposer directement quelqu'un à un risque immédiat de mort ou de blessures (peine : 1 an et 15 000 €).
- Délaissement d'une personne hors d'état de se protéger (peine : 5 ans et 75 000 €).
- Entrave aux secours (peine : 7 ans et 100 000 €). et non assistance à personne en danger (peine : 5 ans et 75 000 €).
- Expérimentation sur un humain (peine : 3 ans et 45 000 €).
- Interruption illégale de la grossesse (peine : 5 ans et 75 000 €).
- Incitation au suicide (peine : 3 ans et 45 000 €).
- Abus de l'état d'ignorance ou de faiblesse (peine : 3 ans et 375 000 €).

#### Atteintes aux libertés de la personne
- L'enlèvement et la séquestration (peine : 20 ans).
- Détournement d'aéronef, de navire ou de tout autre moyen de transport (peine : 20 ans).

#### Atteintes à la dignité de la personne
- Discriminations (peine : 3 ans et 45 000 €).
- Traite des êtres humains : esclavage (peine : 7 ans et 150 000 €).
- Proxénétisme : activité consistant à tirer profit de la prostitution d'autrui ou à la favoriser (peine : 7 ans et 150 000 €).
- Recours à la prostitution de mineurs ou de personnes vulnérables (peine : 3 ans et 45 000 €).
- Exploitation de la mendicité (peine : 3 ans et 45 000 €).
- Exploitation, conditions de travail et d'hébergement contraires à la dignité de la personne (peine : 5 ans et 150 000 €).
- Bizutage : c'est le fait, hors les cas de violences, de menaces ou d'atteintes sexuelles, d'amener une personne, contre son gré ou non, à subir ou à commettre des actes humiliants ou dégradants lors de manifestations ou de réunions liées aux milieux scolaire et socio-éducatif (peine : 6 mois et 7 500 €).
- Atteintes au respect dû aux morts : atteinte à l'intégrité d'un cadavre, violation ou profanation de tombeaux ou sépulture (peine : 1 an et 15 000 €).
- Dissimulation forcée du visage  (peine : 1 an et 30 000 €)

#### Atteintes à la personnalité
- Atteinte à la vie privée : enregistrement ou transmission de l'image ou des paroles d'une personne sans son consentement (peine : 1 an et 45 000 €), violation de domicile (peine : 1 an et 15 000 €).
- Atteinte à la représentation de la personne : publication d'un montage réalisé avec les paroles ou l'image d'une personne sans son consentement (peine : 1 an et 15 000 €).
- Dénonciation calomnieuse : « dénonciation, effectuée par tout moyen et dirigée contre une personne déterminée, d'un fait qui est de nature à entraîner des sanctions judiciaires, administratives ou disciplinaires et que l'on sait totalement ou partiellement inexact, lorsqu'elle est adressée soit à un officier de justice ou de police administrative ou judiciaire, soit à une autorité ayant le pouvoir d'y donner suite ou de saisir l'autorité compétente, soit aux supérieurs hiérarchiques ou à l'employeur de la personne dénoncée »[42] (peine : 5 ans et 45 000 €).
- Atteinte au secret : révélation d'un secret professionnel (peine : 1 an et 15 000 €), violation du secret des correspondances (peine : 1 an et 45 000 €).
- Atteintes aux droits de la personne résultant des fichiers ou des traitements informatiques : collecte, traitement et divulgation de données personnelles sans le consentement de l'intéressé ou sans autorisation légale (peine : 5 ans et 300 000 €).
- Atteintes à la personne résultant de l'examen de ses caractéristiques génétiques ou de l'identification par ses empreintes génétiques sans le consentement de l'intéressé ou sans autorisation légale (peine : 1 an et 15 000 €).

#### Atteintes aux mineurs et à la famille
- Délaissement de mineur : c'est le fait d'abandonner un mineur dans un endroit où sa santé, sa moralité et sa sécurité peuvent être compromises (7 ans et 100 000 €)
- Abandon de famille : c'est le fait de ne pas verser une pension alimentaire fixé par un juge (2 ans et 15 000 €) mais également le fait de ne pas prévenir celui à qui doit être versé la pension, dans un délai d'un mois, de tout changement de domicile (6 mois et 7 500 €)
- Atteintes à l'exercice de l'autorité parentale : refus non justifié de présenter un enfant à celui des parents qui bénéficie d'un droit de visite et d'hébergement fixé par un juge ou bien le fait de soustraire un enfant des mains de celui ou ceux qui exercent l'autorité parentale (1 an et 15 000 €) mais également de ne pas prévenir d'un changement de domicile dans un délai d'un mois (6 mois et 7 500 €)
- Atteintes à la filiation : incitation à l'abandon d'enfant dans un but lucratif (6 mois et 7 500 €) ou fait, dans un but lucratif, de s'entremettre entre une personne désireuse d'adopter un enfant et un parent désireux d'abandonner son enfant né ou à naître (1 an et 15 000 €)
- Mise en péril des mineurs : fait de priver un enfant de nourriture ou de soins au point de compromettre sa santé (7 ans et 100 000 €)
- Violation des ordonnances prises par le juge des enfants (2 ans et 15 000 €)

## Crimes et délits contre les biens[43]

### Appropriations frauduleuses
- Vol (3 ans et 45 000 €)
- Extorsion (7 ans et 100 000 €), Chantage (5 ans et 75 000 €), demande de fonds sous contrainte c'est-à-dire le fait, en réunion et de manière agressive, ou sous la menace d'un animal dangereux, de solliciter, sur la voie publique, la remise de fonds, de valeurs ou d'un bien (6 mois et 3 750 €)
- Escroquerie (5 ans et 375 000 €) et des infractions voisines, telles que la filouterie (6 mois et 7 500 €)
- Détournements : abus de confiance, détournement ou destruction d'un objet donné en gage ou d'un objet saisi (3 ans et 375 000 €), organisation frauduleuse de son insolvabilité en augmentant le passif ou en diminuant l'actif de son patrimoine, soit en diminuant ou en dissimulant tout ou partie de ses revenus, soit en dissimulant certains de ses biens, en vue de se soustraire à l'exécution d'une condamnation (3 ans et 45 000 €)
- Demande de fonds sous contrainte  (peine : 6 mois et 3 750 €)
- Abus de confiance  (peine : 3 ans et 375 000 €)

### Autres atteintes aux biens
- Recel (5 ans et 375 000 €) et le fait de ne pas pouvoir justifier de ressources correspondant à son train de vie ou de ne pas pouvoir justifier de l'origine d'un bien détenu, tout en étant en relations habituelles avec une ou plusieurs personnes qui soit se livrent à la commission de crimes ou de délits punis d'au moins cinq ans d'emprisonnement et procurant à celles-ci un profit direct ou indirect (3 ans et 75 000 €)
- Destructions, dégradations et détériorations volontaires du bien d'autrui (2 ans et 30 000 €) avec des peines plus lourdes en cas de danger pour les personnes (incendie ou explosion)
- Atteintes aux systèmes de traitement automatisé de données (voir: Loi informatique et libertés): fait d'accéder ou de se maintenir, frauduleusement, dans tout ou partie d'un système de traitement automatisé de données (2 ans et 30 000 €) et en cas de modification ou suppression des données (5 ans et 75 000 €)
- Blanchiment de biens ou d'argent provenant d'un délit ou d'un crime (5 ans et 375 000 €)

## Crimes et délits contre la nation, l'État et la paix publique[44]

### Atteintes aux intérêts fondamentaux de la nation
- Trahison et espionnage 
  - Livraison de tout ou partie du territoire national, de forces armées ou de matériel à une puissance étrangère  (peine : détention criminelle à perpétuité et 750 000 €)
  - intelligences avec une puissance étrangère  (peine : 30 ans et 450 000 €)
  - Livraison d'informations à une puissance étrangère  (peine : 15 ans et 225 000 €)
  - Sabotage  (peine : 20 ans et 300 000 €)
  - La fourniture de fausses informations  (peine : 7 ans et 100 000 €)
- Autres atteintes :
  - Attentat et complot  (peine : 30 ans et 450 000 €)
  - Mouvement insurrectionnel  (peine : 15 ans et 225 000 €)
  - Usurpation de commandement, levée de forces armées et provocation à s'armer illégalement  (peine : 30 ans et 450 000 €)
- Autres atteintes à la défense nationale
  - Atteintes à la sécurité des forces armées et aux zones protégées intéressant la défense nationale  (peine : 10 ans et 150 000 €)
  - Atteintes au secret de la défense nationale  (peine : 7 ans et 100 000 €)
  - Dispositions particulières

### Terrorisme
- Actes de terrorisme
- Dispositions particulières

### Atteintes à l'autorité de l'État
- Atteintes à la paix publique
  - Entraves à l'exercice des libertés d'expression, du travail, d'association, de réunion ou de manifestation
  - Participation délictueuse à un attroupement
  - Manifestations illicites et de la participation délictueuse à une manifestation ou à une réunion publique
  - Groupes de combat et des mouvements dissous

- Atteintes à l'administration publique commises par des personnes exerçant une fonction publique
  - Abus d'autorité dirigés contre l'administration
  - Abus d'autorité commis contre les particuliers : atteintes à la liberté individuelle, discriminations, atteintes à l'inviolabilité du domicile, atteintes au secret des correspondances
  - Manquements au devoir de probité : concussion, corruption passive et trafic d'influence commis par des personnes exerçant une fonction publique, prise illégale d'intérêts, atteintes à la liberté d'accès et à l'égalité des candidats dans les marchés publics et les délégations de service public, soustraction et détournement de biens (Articles 432-15 à 432-16)

- Atteintes à l'administration publique commises par les particuliers
  - Corruption active et trafic d'influence commis par les particuliers
  - Menaces et actes d'intimidation commis contre les personnes exerçant une fonction publique
  - Soustraction et du détournement de biens contenus dans un dépôt public
  - Outrage
  - Rébellion:- opposition à l'exécution de travaux publics :- usurpation de fonctions
  - Usurpation de signes réservés à l'autorité publique
  - Usurpation de titres
  - Usage irrégulier de qualité
  - Atteintes à l'état civil des personnes

- Atteintes à l'action de justice
  - Entraves à la saisine de la justice
  - Entraves à l'exercice de la justice
  - Atteintes à l'autorité de la justice : atteintes au respect dû à la justice, évasion, autres atteintes

- Atteintes à l'administration publique des Communautés européennes, des États membres de l'Union européenne, des autres États étrangers et des organisations internationales publiques : corruption passive, corruption active

- Participation à une activité mercenaire

### Atteintes à la confiance publique
- Des faux

- - Usage de faux en écriture privée ou administrative;
  - Faux en écriture publique ou authentique;
  - Fourniture de faux administratifs;
  - Obtention indue de documents administratifs;
  - Déclaration mensongère;
  - Déclaration inexacte ou incomplète;
  - Attestation ou certificat faux ou inexact;
  - Fraude aux examens et concours;

- De la fausse monnaie

Falsification des titres ou autres valeurs fiduciaires émises par l'autorité publique
- - Faux monnayage;
  - Contrefaçon de monnaie;
  - Refus d'acceptation de monnaie légale;

- De la falsification des marques de l'autorité 
  - Contrefaçon de timbres postaux;
  - Contrefaçon de sceau de l'Etat;

- De la corruption des personnes n'exerçant pas une fonction publique
- De la participation à une association de malfaiteurs

## Crimes et délits de guerre[45]
Constituent des crimes ou des délits de guerre les infractions telles que définies par les articles de 461-2 à 461-31 du Code pénal, commises en violation des lois et coutumes de la guerre ou des conventions internationales applicables aux conflits armés.

### Communs aux conflits armés internationaux et non internationaux
- Atteintes à la personne humaine
  - Aggravations[47] des peines maximales pour atteintes volontaires à la vie, à l'intégrité physique ou psychique, enlèvement, séquestration, si commis sur une personne protégée par le droit international[48].
  - Mutilations, expériences médicales ou scientifiques (peine de perpétuité)[49].
  - Violences sexuelles, prostituer, contraindre à une grossesse, stériliser (peine de perpétuité)[50].
  - Traitements humiliants et dégradants graves (peine de 15 ans)[51].
  - Aggravations[47] des peines maximales pour atteintes à la liberté individuelle commises à l'encontre d'une personne protégée par le droit international [52]
  - Conscription ou enrôlement de mineurs sauf enrôlement volontaire de mineurs de plus de 15 ans (peine de 20 ans)[53].
- Moyens et méthodes de combat prohibés
  - Ordonner qu'il n'y ait pas de survivants ou en menacer l'adversaire (peine de perpétuité)[54].
  - Attaque contre la population civile (peine de perpétuité)[55].
  - Attaque d'un combattant ayant déposé les armes ou sans défense (peine de 20 ans à perpétuité)[56].
  - Attaque par traîtrise (peine de 20 ans à perpétuité)[57].
  - Attaque contre le personnel et moyens sanitaires, humanitaire ou de maintien de la paix (peine de 20 ans à perpétuité)[58].
  - Attaque délibérée contre des bâtiments patrimoniaux, culturels, éducatifs, sanitaires sans usage militaire (peine de 20 ans)[59].
  - Attaque délibérée contre des biens de caractère civil qui ne sont pas des objectifs militaires (peine de 15 ans)[60].
- Atteintes aux biens
  - Pillage (peine de 15 ans)[61]
  - Aggravations[47] des peines maximales pour vols, extorsions, destructions, dégradations et détériorations de biens et le recel de leur produit[62] ainsi que pour la tentative de ces délits[63].
- Participer à un groupement ou entente en vue de préparer des crimes ou des délits de guerre (peine de dix ans et 225 000 € d'amende)[64].

### Propres aux conflits armés internationaux
- Atteintes à la liberté et aux droits des personnes
  - Employer une personne protégée par le droit international pour éviter le ciblage militaires (peine de 20 ans)[65].
  - Contraindre une personne protégée par le droit international ou les nationaux de la partie adverse à prendre part aux opérations de guerre (peine de 20 ans)[66].
  - Faire obstacle à un jugement régulier d'une personne protégée par le droit international (peine de 20 ans, perpétuité si la personne est exécutée)[67].
  - Déclarer les droits et actions des nationaux de la partie adverse irrecevables en justice, forclos ou suspendus, en raison de la nationalité des requérants (peine de 15 ans)[68].
- Moyens et méthodes de combat prohibés
  - Utiliser du poison, des armes empoisonnées, des gaz asphyxiants, toxiques ou assimilés et tous liquides, matières ou procédés analogues, balles qui se déforment facilement dans le corps humain, armes, projectiles, matériels ou méthodes de combat interdits et inscrits en annexe au statut de la Cour pénale internationale (peine de perpétuité)[69].
  - Attaquer ou bombarder villes, villages, habitations ou bâtiments, qui ne sont pas défendus et qui ne sont pas des objectifs militaires (peine de perpétuité)[70].
  - Affamer des civils (peine de perpétuité)[71].
  - Participer au transfert ou la déportation de populations (peine de perpétuité)[72].
  - Attaque faisant des dommages délibérément disproportionnés envers les civils (peine de perpétuité)[73].
  - Attaque en sachant qu'elle causera  des dommages manifestement disproportionnés aux biens civils ou à l'environnement (peine de 20 ans)[74].
  - Blesser un adverse en ayant usurpé les éléments de reconnaissance (uniforme, insignes etc.) du camp adverse ou de l'ONU (peine de 20 ans à perpétuité)[75].

### Propres aux conflits armés non internationaux
- Déplacement non-justifié de population civile (peine de perpétuité)[76].
- Condamnation sans jugement régulier (peine de 20 ans, perpétuité si ça conduit à une exécution )[77].

### Dispositions particulières
- Aggravations de peines maximales[47] et dispositions sur les périodes de sûreté[78]
- Interdiction de droits civiques, civils et de famille, de séjour, d'exercer une fonction publique ou l'activité ayant permis l'infraction[79].
- Interdiction du territoire français[80].
- Dispositions envers les personnes morales (amendes etc.)[81].
- Confiscation de tout ou partie des biens[82].
- Complicité de crime de la hiérarchie militaire[83].
- Circonstances atténuantes pour obéissance à un ordre voire irresponsabilité pénale[84].
- Légitime défense[85].
- Légitime défense de la France, emploi du nucléaire ou autre[86]

## Autres crimes et délits[87]

### Infractions en matière de santé publique
- Protection de l'espèce humaine ;
- Protection du corps humain ;
- Protection de l'embryon humain.

### Consommation, concurrence et sécurité alimentaire
- Pratique commerciale trompeuse ;
- Pratique commerciale agressive ;
- Tromperies et fraudes sur l'origine ou les qualités substantielles d'une marchandise ou d'une prestation de service ;
- Exposé et vente de produit corrompu ou toxique ;
- Ouverture de chantier sans assurance obligatoire par un constructeur ;
- Denrée alimentaire périmée ;
- Vente à la boule de neige ;
- Étiquetage trompeur de denrée alimentaire ;
- Vente forcée de biens ou de services ;
- Vente à la sauvette ;
- Vente irrégulière dans les lieux publics ;
- Facturation absente ou non conforme ;
- Obstacle aux fonctions des agents de la DGCCRF ;
- Obstacle aux fonctions des contrôleurs de prix et de la concurrence.

### Environnement et urbanisme
- Non-respect des prescriptions générales relatives à la lutte contre le bruit (Établissement diffusant de la musique à titre habituel) ;
- Bruit de voisinage ;
- Acte de cruauté envers un animal ;
- Destruction sans nécessité d'un animal ;
- Destruction , commerce d'une espèce protégée ;
- Mauvais traitement à un animal ;
- Dressage non autorisé de chiens ;
- Non-respect de la réglementation en matière de collecte d'ordure.

### Droit social, hygiène et sécurité du travail
- Obstacle aux fonctions d'inspecteur , de contrôleur de travail ;
- Obstacle aux fonctionnement du comité d'entreprise ;
- Entrave au fonctionnement du Comité social et économique (CSE) ;
- Entrave à l'exercice du droit syndical.

### Communication, presse et informatique
- Violation du secret professionnel ;
- Violation du secret de l'enquête et de l'instruction ;
- Non-respect de la confidentialité des sources des journalistes ;
- Violation du secret bancaire ;
- Violation du secret médical ;
- Diffamation envers un particulier ;
- Injure publique envers un particulier ;
- Diffamation ou injure non-publique ;
- Diffamation ou injure raciale non-publique ;
- Révisionnisme ;
- Diffusion de renseignements d'identité non permis par la loi ;
- Publication de commentaires visant à influencer témoins ou juridictions ;
- Discrédit porté sur une décision juridictionnelle ;
- enregistrement sonore ou visuel d'une audience ;
- Atteinte à l'intimité de la vie privée ;
- Voyeurisme ;
- interception illégale des communications téléphoniques ;
- Violation de correspondances ;
- Violation de données à caractère personnel ;
- Accès frauduleux à un système informatique ;

### Propriété intellectuelle
- Contrefaçon de marque de fabrique, de commerce ou de services ;
- Importation et exportations de marchandises contrefaites ;
- Contrefaçon d’œuvres littéraire set artistiques et d’œuvres assimilées ;
- Altération de la protection numérique de l’œuvre ;
- Piratage électronique de l’œuvre ;
- Contrefaçon de brevet ;
- Contrefaçon de dessin ou modèle.

### Autres dispositions
- Sévices graves ou actes de cruauté envers les animaux  (peine : 2 ans et 30 000 €).

### Stupéfiants, délits de boissons et alcoolisme
- Production, fabrication illicites de stupéfiants;
- importation, exportation illicite de stupéfiants ;
- Transport, détention, offre , acquisition de stupéfiants ;
- Facilitation de l'usage des stupéfiants ;
- Blanchiment de stupéfiants ;
- Dopage sportif ;
- Exploitation illicite d'un débit de boissons ;
- Ivresse publique et manifeste (lieu public et manifestations sportives) ;
- Fermeture tardive des débits de boisson ;
- accueil ou service de personne ivre ou mineur.

### Circulation routière
- Conduite en état alcoolique ou d'ivresse ;
- Conduite après usage de stupéfiants ;
- Homicide involontaire par un moyen de locomotion ;
- Blessures involontaires lors de la conduite d'une voiture ;
- délit de fuite ;
- entrave à la circulation ;
- conduite malgré la suspension, annulation ou interdiction du permis de conduire ;
- Obtention frauduleuse d'un permis de conduire ;
- Conduite sans permis de conduire ;
- non-respect de la validité des permis des étrangers ;
- Excès de vitesse.

### Infractions commerciales et financières, professions réglementées
- Exercice illégal de la profession d'expert comptable ;
- Exercice illégal de la profession de médecin ;
- Exercice illégal de la profession de chirurgien-dentiste ;
- Exercice illégal de la profession de sage-femme ;
- Exercice illégal de la profession d'infirmier ;
- Exercice illégal de la profession de banquier ;
- Exercice illégal de la profession d'avocat ;
- Exercice de la profession d'agent immobilier sans carte professionnelle ;
- Fausse déclaration lors d'une inscription au RCS ;
- Abus de biens ou des voix (SARL) ;
- Distribution de dividendes fictives (SARL) ;
- Défauts d'établissements de comptes annuels (Sociétés par action) ;
- Entrave aux fonctions de commissaire aux comptes ;
- Banqueroute ;
- Dissimulation ou recel d'actifs ;
- Fraude fiscale ;
- Contrebande ;
- Manquement à l'obligation de déclaration de transfert de capitaux (MOD).